# Marcel Mauron
Marcel Mauron (ur. 5 marca 1929, zm. 21 stycznia 2022) – piłkarz szwajcarski grający na pozycji napastnika. W swojej karierze rozegrał 10 meczów w reprezentacji Szwajcarii, w których strzelił 2 gole.

## Kariera klubowa
Swoją karierę piłkarską Mauron rozpoczął w klubie Young Fellows. W 1951 roku przeszedł do FC La Chaux-de-Fonds. W sezonach 1953/1954 i 1954/1955 dwukrotnie z rzędu wywalczył z nim mistrzostwo Szwajcarii. Wraz z La Chaux-de-Fonds zdobył też trzy Puchary Szwajcarii (1954, 1955, 1957).
W sezonie 1958/1959 Mauron grał w Servette FC, a w sezonie 1959/1960 - w Neuchâtel Xamax. W 1960 roku został zawodnikiem FC Grenchen, w którym występował do 1964 roku. Wtedy też wrócił do Neuchâtel Xamax. W 1966 roku odszedł do CS Chênois, a w 1967 roku zakończył w nim swoją karierę.

## Kariera reprezentacyjna
W reprezentacji Szwajcarii Mauron zadebiutował 28 grudnia 1952 roku w przegranym 0:2 meczu Pucharu im. Dr. Gerö z Włochami, rozegranym w Palermo. W 1954 roku został powołany do kadry na mistrzostwa świata w Szwajcarii. Na nich był rezerwowym i nie wystąpił w żadnym spotkaniu. W kadrze narodowej od 1952 do 1959 roku rozegrał 10 meczów i strzelił w nich 2 goli.